# Apogon fleurieu
 Apogon fleurieu és una espècie de peix de la família dels apogònids i de l'ordre dels perciformes.

## Morfologia
Els mascles poden assolir els 12,5 cm de longitud total.

## Distribució geogràfica
Es troba al Mar Roig, Golf Pèrsic, Golf d'Oman, Àfrica oriental, les Seychelles, l'Índia, Sri Lanka, Malàisia, Indonèsia i Hong Kong.